# Stjerneskud (film)
 For alternative betydninger, se Stjerneskud (flertydig). (Se også artikler, som begynder med Stjerneskud)
Stjerneskud er en dansk film fra 1947, instrueret af Alice O'Fredericks og Jon Iversen efter manuskript af Peer Guldbrandsen.

## Medvirkende
- Osvald Helmuth
- Einar Sissener
- Sigrid Horne-Rasmussen
- Betty Helsengreen
- Stig Lommer
- Dirch Passer
- Henry Nielsen